# Unie evropských federalistů v České republice
Unie evropských federalistů v České republice (UEF ČR) je spolek, jehož cílem je popularizace myšlenek vzniku Evropské federace. Je součástí mezinárodní Unie evropských federalistů.
Unie evropských federalistů v České republice se hlásí k myšlenkám svobody, demokracie a lidských práv. Budoucí Evropskou federaci chce mít založenou na subsidiaritě.
Předsedou UEF ČR je europoslanec za ČSSD Libor Rouček. V listopadu roku 2014 jej ale ve funkci vystřídal další europoslanec Tomáš Zdechovský (KDU-ČSL). Libor Rouček ale i potom zůstal aktivním členem federalistů. Dalšími členy předsednictva jsou Daniel Kroupa, Petr Jantač, Michal Bortel a Ivo Kaplán.